# San Pedro Atengo
San Pedro Atengo är en ort i Mexiko.   Den ligger i kommunen Pedro Ascencio Alquisiras och delstaten Guerrero, i den södra delen av landet, 120 km sydväst om huvudstaden Mexico City. San Pedro Atengo ligger 1 874 meter över havet och antalet invånare är 113.
Terrängen runt San Pedro Atengo är huvudsakligen kuperad, men österut är den bergig. Runt San Pedro Atengo är det ganska tätbefolkat, med 58 invånare per kvadratkilometer. Närmaste större samhälle är Taxco de Alarcón, 16,5 km öster om San Pedro Atengo. I omgivningarna runt San Pedro Atengo växer huvudsakligen savannskog.